# 1948 في رومانيا
فيما يلي قوائم الأحداث التي وقعت خلال عام 1948 في رومانيا.

## رياضة
- 9 مايو – دوري الدرجة الأولى الروماني 1947–48 الفائز يو تي أي أراد.

## مواليد

### يناير
- 1 يناير – لورانس سولومون كاتب كندي.[1]

### مارس
- 30 مارس – جوي بوند

### يونيو
- 15 يونيو – أنيتا ماتي رياضي.[2]

### أغسطس
- 30 أغسطس – مارين دان لاعب كرة يد روماني.

### سبتمبر
- 25 سبتمبر – شتيفان بيرتالان لاعب كرة يد روماني.

### أكتوبر
- 10 أكتوبر – كالسترات كوشوف ملاكم روماني.

### ديسمبر
- 18 ديسمبر – يسرائيل زينغر

## وفيات

### فبراير
- 12 فبراير – كارولين لاكروا (مواليد 1883)[3]

### يوليو
- 18 يوليو – جريجوري تي بوبا (مواليد 1892)
- 31 يوليو – أرباد سابو (مواليد 1878) سياسي مجري.

### سبتمبر
- 14 سبتمبر – كونستانتين أنجيليسكو (مواليد 1869) سياسي روماني.[4]